# Enzo Lefort
Enzo Boris Lefort (Caienna, 29 settembre 1991) è uno schermidore francese, specializzato nel fioretto.

## Palmarès
In carriera ha conseguito i seguenti risultati:
- Giochi olimpici

Rio de Janeiro 2016: argento nel fioretto a squadre.
Tokyo 2020: oro nel fioretto a squadre.
Parigi 2024: bronzo nel fioretto a squadre.
- Mondiali

Budapest 2013: bronzo nel fioretto a squadre.
Kazan' 2014: oro nel fioretto a squadre e bronzo nel fioretto individuale.
Lipsia 2017: bronzo nel fioretto a squadre.
Budapest 2019: oro nel fioretto individuale e argento nel fioretto a squadre.
Il Cairo 2022: oro nel fioretto individuale e bronzo nel fioretto a squadre.
Milano 2023: bronzo nel fioretto individuale.
- Europei

Legnano 2012: argento nel fioretto a squadre.
Strasburgo 2014: oro nel fioretto a squadre.
Montreux 2015: oro nel fioretto a squadre.
Tbilisi 2017: oro nel fioretto a squadre.
Düsseldorf 2019: oro nel fioretto a squadre e bronzo nel fioretto individuale.
Basilea 2024: oro nel fioretto a squadre.